# Mikołaj Struś (zm. 1395–1401)
Mikołaj Struś (zm. 1395–1401) – burgrabia w Karniowie.
Prawdopodobnie był synem Piotra Strusia, rajcy kaliskiego. Stryjem Mikołaj był prawdopodobnie Wierzbięta, kustosz gnieźnieński.
Pozostawał w służbie księcia Władysława Opolczyka; w 1386 roku z jego ramienia był burgrabią w Karniowie. Mikołaj był właścicielem wsi Raczyn i Kopydłów.
Żonaty z Agnieszką (zm. po 1401), miał z nią synów Wierzbiętę, podsędka wieluńskiego, Macieja, Mikołaja i Jana.